# Avord
Avord är en kommun i departementet Cher i regionen Centre-Val de Loire i de centrala delarna av Frankrike. Kommunen ligger  i kantonen Baugy som tillhör arrondissementet Bourges. År 2022 hade Avord 2 908 invånare.

## Ekonomi
I Avord finns en viktig flygbas, Base aérienne 702 Avord, inom Frankrikes flygvapen.

## Befolkningsutveckling
Antalet invånare i kommunen Avord
Referens:INSEE